# Popówka (rejon wilejski)
Popówka – dawny zaścianek. Tereny, na których był położony leżą obecnie na Białorusi, w obwodzie mińskim, w rejonie wilejskim, w sielsowiecie Chocieńczyce.

## Historia
W czasach zaborów zaścianek w okręgu wiejskim Zalesie, w gminie Chocieńczyce, w powiecie wilejskim, w guberni wileńskiej Imperium Rosyjskiego. W 1866 liczył 4 dusze rewizyjne, należał do dóbr Antonowo, własność Terleckich
W latach 1921–1945 zaścianek leżał w Polsce, w województwie wileńskim, w powiecie wilejskim, w gminie Ilia.
Według Powszechnego Spisu Ludności z 1921 roku zamieszkiwały tu 22 osoby, 2 były wyznania rzymskokatolickiego a 20 prawosławnego. Jednocześnie 2 mieszkańców zadeklarowało polską a 20 białoruską przynależność narodową. Były tu 4 budynki mieszkalne. W 1931 w 6 domach zamieszkiwało 27 osób.
Wierni należeli do parafii rzymskokatolickiej i prawosławnej w Ilji. Miejscowość podlegała pod Sąd Grodzki w Ilii i Okręgowy w Wilnie; właściwy urząd pocztowy mieścił się w Ilii.
W wyniku napaści ZSRR na Polskę we wrześniu 1939 miejscowość znalazła się pod okupacją sowiecką. 2 listopada została włączona do Białoruskiej SRR. Od czerwca 1941 roku pod okupacją niemiecką. W 1944 miejscowość została ponownie zajęta przez wojska sowieckie i włączona do Białoruskiej SRR.